# いなだ詩穂
いなだ 詩穂（いなだ しほ、10月17日生まれ）は、日本の漫画家。
1994年、『LaLa DX』（白泉社）に掲載された『カムフラージュ』が第4回LaLaまんがグランプリ佳作を受賞しデビュー。

## 概要
「幻影奇譚」などで注目され、1998年、『Amie』（講談社）で小野不由美原作の『悪霊シリーズ』第1作のコミカライズである「悪霊がいっぱい!?」を連載開始。連載終了時点で同誌は休刊となり、シリーズ2作目以降は「ゴーストハント」と改題し、『なかよし』での連載となる。第6巻以降は雑誌掲載はせず、コミックスに書き下ろしとなっている。2010年9月末に全12巻で（「悪霊シリーズ」部は）完結。
その後、2012年7月28日に発売された月刊ARIAから、続編にあたる「悪夢の棲む家」を、隔月連載で連載開始。
コミックスは発売日が発表されてからの発売延期も多く、しばしば初めに予定された発売日から1年近く遅れて刊行される。
『ゴーストハント』は2006年10月より、テレビ東京系で深夜アニメ化されている（原作ではなく漫画版のアニメ化と見受けられる）。
また、『ゴーストハント』は、別名義で小野不由美作品の同人誌を発表していたいなだ詩穂を作者・小野不由美が知り、直々に指名された経緯もある。

## 作品リスト
※コミックス収録先を明記していないものは、全て未収録
- ささやかな野望（1993年　増刊LaLa3/10号掲載）
- カムフラージュ（1994年　LaLaDX1/10号掲載）
- ロック・ハンターズ（1994年　LaLaDX3/10号掲載）
- いつか、ね（1994年　LaLaDX7/10号掲載）
- かえらない波（1994年　LaLaDX7/10号掲載）
- マザーアース〜処女航海〜（1995年　LUNATIC LALA3/10号掲載／若木未生原作）
- LMSカット・漫画講座（1995年　LaLa4月号～1996年5月号掲載）
- 天国をつくろう（1995年　LaLaDX5/10号掲載）
- 君がいれば天国（1995年　LaLa DX 9/10号掲載）
- 背中ノ思イ出（1996年　LaLaDX5/10号掲載／HC『幻影奇譚』収録）
- ハッタレ!（1996年　LaLa9月号掲載）
- 幻影奇譚シリーズ
  - 幻影奇譚（1995年　LUNATIC LALA12/10号掲載／HC『幻影奇譚』収録）
  - 幻影奇譚〜鬼哭〜（1996年　LUNATIC LALA6/20号掲載／HC『幻影奇譚』収録）
  - 幻影奇譚〜現夢〜（1996年　LaLa7月号掲載／HC『幻影奇譚』収録）
  - 幻影奇譚〜宿木〜（1996年　LaLa11月号掲載）
  - 幻影奇譚〜花宵〜（1997年　LaLaDX1/10号掲載／HC『幻影奇譚』収録）
  - 幻影奇譚〜春待〜（1997年　LaLaDX3/10号掲載）
  - 幻影奇譚〜光月〜（1997年　LaLa5月号掲載）
  - 幻影奇譚〜瞑夏〜（1997年　LaLaDX9/10号掲載）
- ゴーストハント（Amie1998.1～5月号・なかよし1998.8～2000.10月号に断続的に掲載、以降コミックス描き下ろし／KCN『ゴーストハント』収録）
- 悪夢の棲む家（月刊ARIA）